# 산다웨어

산다웨어가 사용되는 지역 (회색)

산다웨어(Sandawe)는 탄자니아 도도마 주에 거주하는 원주민족인 산다웨족이 사용하는 언어로, 주변 언어와 계통상 관계가 확인되지 않는 고립된 언어로 잘 알려져 있다. 다른 동아프리카 언어에서도 자주 보이는 흡착음이 특징적이다. 흡착음 등 특징으로 인해 코이산어족으로 분류되기도 했었으나 오늘날에는 대체로 부정된다. 다만 코에어족과의 연관성을 주장하는 학자도 있다. 크게 서북부 방언과 동남부 방언으로 나뉘며, 인근의 쿠시어파 언어들로부터도 일부 영향을 받았다.
약 60,000명으로 구성된 산다웨족 대부분이 산다웨어를 사용하며 어른은 물론 아이들도 사용하고 있어 심각한 절멸 위기 없이 유지되고 있다.
음절은 주로 CV의 형태로 구성되며, 모음은 /i/, /u/, /e/, /o/, /a/의 5가지로 구성되는데 각각은 단음, 장음, 비음으로 발음될 수 있어 15가지로 보아지기도 한다. 또한 7가지에 달하는 성조가 있다.

## 같이 보기
- 하자어
- 코이산 제어